# Olympische Winterspiele 1976/Teilnehmer (Island)
| Gelbes Symbol für Goldmedaillen mit stilisierten Olympischen Ringen | Graues Symbol für Silbermedaillen mit stilisierten Olympischen Ringen | Braundes Symbol für Bronzemedaillen mit stilisierten Olympischen Ringen |
| ------------------------------------------------------------------- | --------------------------------------------------------------------- | ----------------------------------------------------------------------- |
| —                                                                   | —                                                                     | —                                                                       |

Island nahm an den Olympischen Winterspielen 1976 im österreichischen Innsbruck mit einer Delegation von sechs Sportlern, vier Männer und zwei Frauen, teil.
Seit 1948 war es die siebte Teilnahme Islands bei Olympischen Winterspielen.

## Flaggenträger
Der alpine Skirennläufer Árni Óðinsson trug die Flagge Islands während der Eröffnungsfeier im Bergiselstadion.

## Teilnehmer nach Sportarten

### Ski Alpin
Frauen
- Steinunn Sæmundsdóttir
Riesenslalom: 36. Platz – 1:41,07 min
Slalom: 16. Platz – 1:44,72 min
- Jórunn Viggósdóttir
Riesenslalom: 35. Platz – 1:40,81 min
Slalom: DNF

Männer
- Haukur Jóhannsson
Riesenslalom: DNF
Slalom: 32. Platz – 2:24,05 min
- Sigurður Jónsson
Riesenslalom: 39. Platz – 3:56,22 min
Slalom: 24. Platz – 2:17,34
- Tómas Leifsson
Riesenslalom: 46. Platz – 4:05,37 min
Slalom: DNF
- Árni Óðinsson
Riesenslalom: DNF

### Skilanglauf
Männer
- Halldór Matthíasson
15 km: 47. Platz – 48:42,22 min
30 km: 64. Platz – 1:50:02,09 h
50 km: 42. Platz – 3:02:51,17 h
- Trausti Sveinsson
15 km: 69. Platz – 52:50,29 min
30 km: 63. Platz – 1:47:48,45 h

## Weblink
- Isländische Olympiamannschaft 1976 in der Datenbank von Sports-Reference (englisch; archiviert vom Original)